# Klisoúra (Messénie)
Klisoúra (grec moderne : Κλεισούρα) est une localité située dans le dème de Messíni, dans le district régional de Messénie, dans la périphérie du Péloponnèse, en Grèce.
Selon le recensement de 2021, elle compte 9 habitants.